# Tomodachi Life
Tomodachi Life, connu au Japon sous le titre Tomodachi Korekushon: Shin Seikatsu (トモダチコレクション 新生活,  Tomodachi Collection: Nouvelle vie), est un jeu vidéo de simulation de vie développé par Nintendo SPD et édité par Nintendo pour la console Nintendo 3DS. Il est sorti le 18 avril 2013 au Japon et en juin 2014 en Europe, Amérique du Nord et Australie,, et en juillet 2014 en Corée du Sud. La traduction néerlandaise du jeu est sortie plus tard que toutes les autres versions, le 16 octobre 2015.
Le principe du jeu est de s'occuper des Mii créés et de veiller au bon déroulement de leur vie sur l'île en résolvant leurs problèmes et en jouant avec eux.
Tomodachi Life a été en général bien accueilli par la presse spécialisée. Malgré le manque de contenu et les mini-jeux répétitifs qui lui sont reprochés, le jeu se distingue par son originalité, son concept très divertissant et sa prise en main facile. Les sites de compilations de critiques GameRankings et Metacritic lui accordent respectivement les moyennes de 72,36 % et 71 %. Enfin, il est le dixième jeu le plus vendu sur Nintendo 3DS avec 6,72 millions d'unités vendues dans le monde.

## Univers
Tomodachi Life est un jeu de simulation de vie qui prend place sur une île virtuelle dont le nom est donné par le joueur. L'île compte au total vingt-quatre lieux dans lesquels différentes activités sont proposées. Il y a tout d'abord les bâtiments de vie dans lesquels vivent les Mii du joueur. Tous les Mii vivent initialement dans les Appartements Mii, mais lorsqu'ils se marient, le joueur peut parfois les retrouver dans leurs maisons. Les bâtiments d'activité permettent aux Mii d'améliorer la vie de l'île. Le joueur peut ainsi consulter le classement de ses Mii les plus populaires, les prendre en photo ou encore les faire chanter à la salle de concerts. De plus, l'île recèle de magasins dans lesquels le joueur peut acheter de quoi personnaliser ses Mii. Il a accès à la boutique de vêtements, de décoration d'intérieur et à l'épicerie. Chaque article n’apparaît qu'une fois par jour. Il y a également les lieux publics, qui agrémentent la vie des Mii de l'île. Le joueur peut ainsi les retrouver à la plage, au parc ou encore à la fête foraine. Enfin, certains lieux permettent au joueur de se connecter avec d'autres via StreetPass. Les joueurs se rencontrant peuvent alors échanger leurs Mii et l'article qu'ils ont choisi d'exporter. L'hydravion permet, quant à lui, d'envoyer les photos prises en jeu directement sur les réseaux sociaux.

## Système de jeu
Le joueur est en quelque sorte le maire de l'île : il crée des Mii et doit répondre à leurs besoins pour les aider à vivre sur l'île. Il choisit ainsi leurs noms, leurs voix et même leurs personnalités. Tous les Mii vivent dans les Appartements Mii qui s'élèvent au nombre de 100 à la dernière rénovation (contre 27 au début du jeu), chacun possédant son propre appartement. Le joueur peut aussi leur choisir des vêtements et des décorations d'intérieur.
Afin d'évoluer sur l'île, le joueur doit résoudre les multiples soucis des Mii. Les types de soucis sont différents selon la bulle :
- Problème (gribouillis noir) : Le Mii a un problème quelconque (besoin d'un vêtement ou d'une décoration d'intérieur, faim, envie (expression, vêtements, objets (, excepté le billet d'avion) ou encore style d'appartement), imitation...) que le joueur peut choisir de résoudre ou non. S'il le fait, cela lui rapportera de l'argent et augmentera la jauge de bonheur du Mii (comme toutes les actions qui réussissent).
- Amitié (smiley orange) : Le Mii se demande s'il peut devenir ami avec un autre Mii de l'île. C'est au joueur de voir s'il accepte qu'il tente sa chance ou non. Cela peut aussi être un problème de dispute entre deux amis qu'il faut alors calmer pour qu'ils se réconcilient. Pour un couple, cela peut être l'envie d'une séparation, créer un nouveau couple...
- Amour (cœur rose) : Le Mii est amoureux et seul le joueur peut décider s'il peut aller déclarer sa flamme (cela marche aussi avec une personne qui veut se remettre avec un de ses ex, que ce soit un ex ou un ex-époux (si un couple s'est séparé)). S'il y arrive, son amoureux/se apparaîtra dans la case amoureux. S'il échoue, il aura une jauge de tristesse au lieu de celle de bonheur. Pour des amoureux, cela peut être une demande de mariage ou une demande pour avoir un enfant (pour les mariés uniquement).
- Tristesse (nuage de pluie bleu) : Parfois, le Mii peut être triste. Cela arrive lorsqu'une tentative de réconciliation ou de déclaration d'amour échoue ou encore lorsqu'un couple se sépare (pour les 2 Miis). Le joueur doit alors faire diminuer sa jauge de tristesse avec un aliment/style d'appartement/vêtement qu'il aime ou encore des objets quelconques pour qu'il retrouve sa jauge de bonheur.
- Jeu (icône verte) : Le Mii a envie de jouer. Si le joueur gagne, il reçoit un objet qu'il choisit parmi les trois que lui propose le Mii. Si le joueur perd, il aura soit une boîte de mouchoirs, soit du papier toilette.

Concernant la connectivité StreetPass, les joueurs qui se croisent peuvent envoyer un de leurs Mii visiter l'île d'un autre joueur. Le Mii reçu campe plusieurs jours sur le terrain de camping et évolue sur l'île. Par ailleurs, les Mii échangés offrent aux joueurs qui les reçoivent un article unique. Enfin, si le joueur active la fonctionnalité SpotPass, il peut recevoir des articles exclusifs qu'il peut ensuite acheter au magasin d'import et en équiper ses Mii.

## Développement
Tomodachi Life reprend de nombreuses fonctionnalités de sa version pilote, le jeu Tomodachi Collection sorti uniquement au Japon sur Nintendo DS, en 2009. Tomodachi Life propose cependant de multiples ajouts au niveau du Gameplay, ainsi qu'un saut graphique grâce à sa console hôte, la Nintendo 3DS, faisant de Life la version ultime du projet.

### Mises à jour
Depuis sa sortie, le jeu a reçu plusieurs mises à jour. Disponible le jour de la sortie du jeu, la mise à jour 1.1 inclut une amélioration et une stabilisation du système de jeu. Enfin, la mise à jour 2.0 sortie le 16 octobre 2015 stabilise le système de jeu et ajoute la langue néerlandaise.

### Version de bienvenue
Une version de bienvenue est disponible pour les joueurs voulant essayer Tomodachi Life. Elle peut être obtenue grâce à un code récupéré soit par tirage au sort, soit trouvé dans les boîtes du jeu. Cette version permet au joueur de faire ses débuts dans Tomodachi Life, dans laquelle il peut créer jusqu'à trois Mii et résoudre cinq soucis. Une fois la version de bienvenue terminée, le joueur reçoit deux tenues de panda dans l'un des huit coloris disponibles. Enfin, les données de la version de bienvenue sont transférables vers la version complète du jeu : le joueur peut ainsi reprendre là où il s'était arrêté dans la version de bienvenue et continuer sa partie.

## Accueil

### Critique
Tomodachi Life a reçu des critiques globalement positives de la part de la presse spécialisée. Les sites de compilations de critiques GameRankings et Metacritic lui accordent tous deux une moyenne de 72,36 % et 71 % calculées respectivement sur quarante-deux et cinquante-deux critiques,.
Bien que Jeuxvideo.com déplore des mini-jeux « pas bien intéressants », il insiste sur le fait qu'il est « extrêmement plaisant de regarder ses Mii évoluer dans ce monde aussi imprévisible que drôle ». Il conclut en disant que Tomodachi Life est aussi « original qu'addictif ». Le site américain IGN décrit le concept comme étant « simple, accessible et divertissant ». En revanche, pour Gamekult, le titre, bien qu'il soit amusant, « tourne très vite en rond » et déplore un « véritable manque de contenu », malgré l' « esprit loufoque ».
Finalement, la presse spécialisée s'accorde pour dire que Tomodachi Life est un jeu divertissant et original comprenant un système de jeu simple, mais qu'il manque de contenu et que les mini-jeux sont répétitifs.

### Ventes
Au 30 septembre 2015, Tomodachi Life s'est vendu à plus de 4,48 millions d'unités dans le monde et est devenu le neuvième jeu le plus vendu sur Nintendo 3DS. En avril 2018, Nintendo annonce 6,20 millions de ventes. Au global, il s'agit du dixième jeu le plus vendu de la console avec 6,72 millions d'exemplaires vendus.

## Postérité
Tomodachi Life se retrouve dans le jeu Super Smash Bros. for Nintendo 3DS / for Wii U au travers de quelques éléments y faisant référence. En effet, la version Nintendo 3DS propose un stage sur lequel les personnages combattent dans les Appartements Mii et les deux versions du jeu contiennent tous les deux la musique du thème principal remixée. Ce stage est également présent dans Super Smash Bros. Ultimate aux côtés d'un nouveau remix du thème principal du jeu.
Le jeu est également compatible avec Miitopia, dans lequel le joueur peut incarner les Mii qu'il a créé dans Tomodachi Life (Fonctionnalité seulement disponible sur la version 3DS de Miitopia) .
Une suite est annoncée lors du Nintendo Direct diffusé le 27 mars 2025. Intitulé Tomodachi Life : Une vie de rêve, le nouveau jeu est prévu pour 2026 sur Nintendo Switch,,.